# Dominik W. Rettinger
Dominik W. Rettinger (auch: Wieczorkowski-Rettinger, Rettinger-Wieczorkowski, * 11. November 1953 in Stettin, Volksrepublik Polen) ist ein polnischer Drehbuchautor, Filmregisseur und Romanautor.

## Leben
Rettinger studierte an der Universität Breslau Kulturwissenschaften, 1976 legte er das Examen ab. 1981 schloss er die Staatliche Hochschule für Film, Fernsehen und Theater Łódź im Fach Film ab. Von 1988 bis 1990 war er Gastdozent an der Kunsthochschule Berlin-Weißensee und kehrte dann nach Polen zurück.

## Künstlerisches Werk

### Filme
Rettinger wirkte zunächst bei Werbefilmen mit. 1977 arbeitete er erstmals als Regieassistent, beim Film „Akcja pod Arsenałem“ (Die Aktion unter dem Arsenal) über die Befreiung von polnischen Widerstandskämpfern aus dem Gewahrsam der Gestapo im März 1943 durch eine Gruppe Pfadfinder, die in den Reihen der Untergrundarmee (AK) kämpften. Für seinen ersten Film als Regisseur „Gra w ślepca“ (Blindspiel, 1985) über einen in der fremden Großstadt nach Orientierung suchenden Jugendlichen, für den er auch das Drehbuch schrieb, erhielt er den Preis des Filmfestivals Koszalin für das beste Debüt.
Er schrieb Drehbücher für mehrere TV-Serien, darunter für die meisten Folgen der im Warschauer Regierungsmilieu angesiedelten Serie „Ekipa“ (Das Team, 2007) unter der Regie von Agnieszka Holland und übernahm selbst auch eine Nebenrolle.
Auch verfasste er den Text für das TV-Theaterstück „Karski“ (2014) über den polnischen Untergrundkämpfer Jan Karski. Im selben Jahr schrieb er das Drehbuch für den Spielfilm „Kamienie na szaniec“ (Steine auf die Schanze) von Robert Gliński über zwei junge Männer und eine junge Frau, die sich zu Beginn des Zweiten Weltkriegs entscheiden, sich dem Widerstand gegen die deutschen Besatzer anzuschließen.

### Theater
2008 führte das Teatr Scena Stu in Krakau seine Satire „Psycho-Tera-Polityka“ über Berufspolitiker auf. Er erhielt dafür den ersten Preis des I. Allpolnischen Komödienkonkurses.

### Romane
2013 legte Rettinger sein erstes Buch vor, den Fantasie-Roman „Jonatan – Czas Przepowiedni“ (Jonathan – Zeit der Weissagung). Im selben Jahr wurde sein Science-Fiction-Roman „Brainman“ veröffentlicht. 2014 folgte sein erster Kriminalroman, „Elita“, der im Neureichenmilieu des Warschauer Villenvororts Konstancin angesiedelt ist. Im selben Jahr gelang ihm mit „Klasa“ (Die Klasse), einem Kriminalroman vor dem Hintergrund eines politischen Konflikts über den Abbau von Titan-Vorkommen in einem Naturschutzgebiet in Masuren, ein Werk, das in Polen breite Aufmerksamkeit fand und auch ins Deutsche übersetzt wurde. Die Haupthandlung seiner Fortsetzung unter dem Titel „Sokół“ (Falke) mit demselben Protagonisten aus der militärischen Abwehr Polens ist in Afghanistan angesiedelt.
Der 2016 veröffentlichte Roman „Wiara i tron“ (Glaube und Thron) spielt im 10. Jahrhundert, Hauptfigur ist der Heilige Adalbert. Der Roman „Talizmany“ (Die Talismane, 2017) über eine Schatzsuche zwischen Gegenwart und Renaissance-Zeit fand sogar die Aufmerksamkeit der Boulevardpresse. „Fakt“, die auflagenstärkste Zeitung des Landes, verglich den Roman mit den Werken Dan Browns.
Rettingers Romane kennzeichnen schnelle Szenenwechsel sowie knappe und präzise Dialoge wie bei einem Drehbuch für einen Spielfilm.

## Filmographie
- 1978: Akcja pod Arsenałem (Regieassistenz)
- 1986: Gra w ślepca (Drehbuch und Regie)
- 2006: Apetyt na miłość (Drehbuch für die Fernsehserie)
- 2007: Ekipa (Fernsehserie; Drehbuch und Darsteller)
- 2008: Pora mroku (Drehbuch)
- 2011: Układ Warszawski (Idee und Drehbuch für die Fernsehserie)
- 2013: Głęboka woda, Sezon 2 (Drehbuch für einige Episoden der Fernsehserie)
- 2010: 1 000 000 $ (Drehbuch)
- 2014: Operation Arsenal – Schlacht um Warschau (Kamienie na szaniec) (Drehbuch)

## Romane
- Jonatan – Czas Przepowiedni. Ed. Rytm, Warschau 2013 ISBN 978-83-7399-556-7
- Brainman. Ed. Jaguar, Warschau 2013 ISBN 978-83-7686-171-5
- Klasa. Wydawnictwo Otwarte, Krakau 2014 ISBN 978-83-7515-311-8. (deutsche Ausgabe: Die Klasse. Thriller. Aus dem Polnischen von Marta Kijowska. Paul Zsolnay Verlag, Wien 2017 ISBN 978-3-552-05855-2)
- Elita Ed. Harlequin Mira, Warschau 2014 ISBN 978-83-276-0982-3
- Sokół. Ed. Otwarte, Krakau 2015 ISBN 978-83-7515-351-4
- Wiara i tron. Święty Wojciech i początki Polski Ed. WAM, Krakau 2016 ISBN 978-83-277-1146-5
- Talizmany Edipresse Polska, Warschau 2017 ISBN 978-83-7945-744-1

## Auszeichnungen
- Preis für das beste Debüt eines Regisseurs bei den Filmfestspielen Koszalin 1986.
- I Ogólnopolski Konkurs Komedii (1. Allpolnischer Komödienkonkurs) für „Psycho-Tera-Polityka“ (2008)